# Miro enchanteur
Microeca fascinans
Espèce
Statut de conservation UICN

 LC  : Préoccupation mineure
Le Miro enchanteur (Microeca fascinans) est une espèce de petits passereaux de la famille des Petroicidae.
Dans l'hémisphère-sud où il vit, il est localement appelé « Postsitter » en raison de l'habitude qu'il a de chanter perché sur des postes fixes dans les fermes et élevages.
Autrefois nommé Brown Flycatcher par les anglophones, il serait génétiquement plus proche des corvidés que des vrais Muscicapidae.

## Description

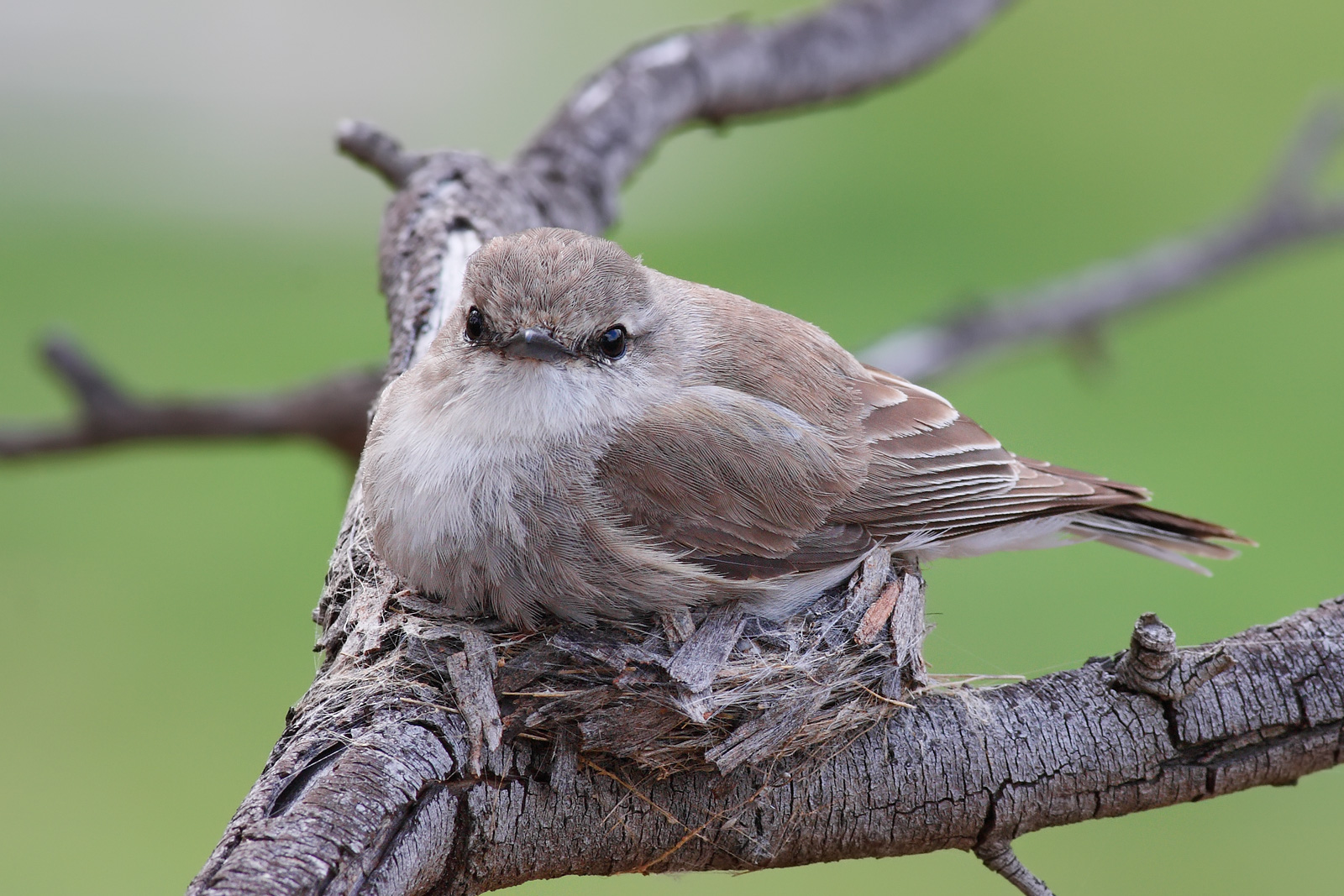
Spécimen nichant.

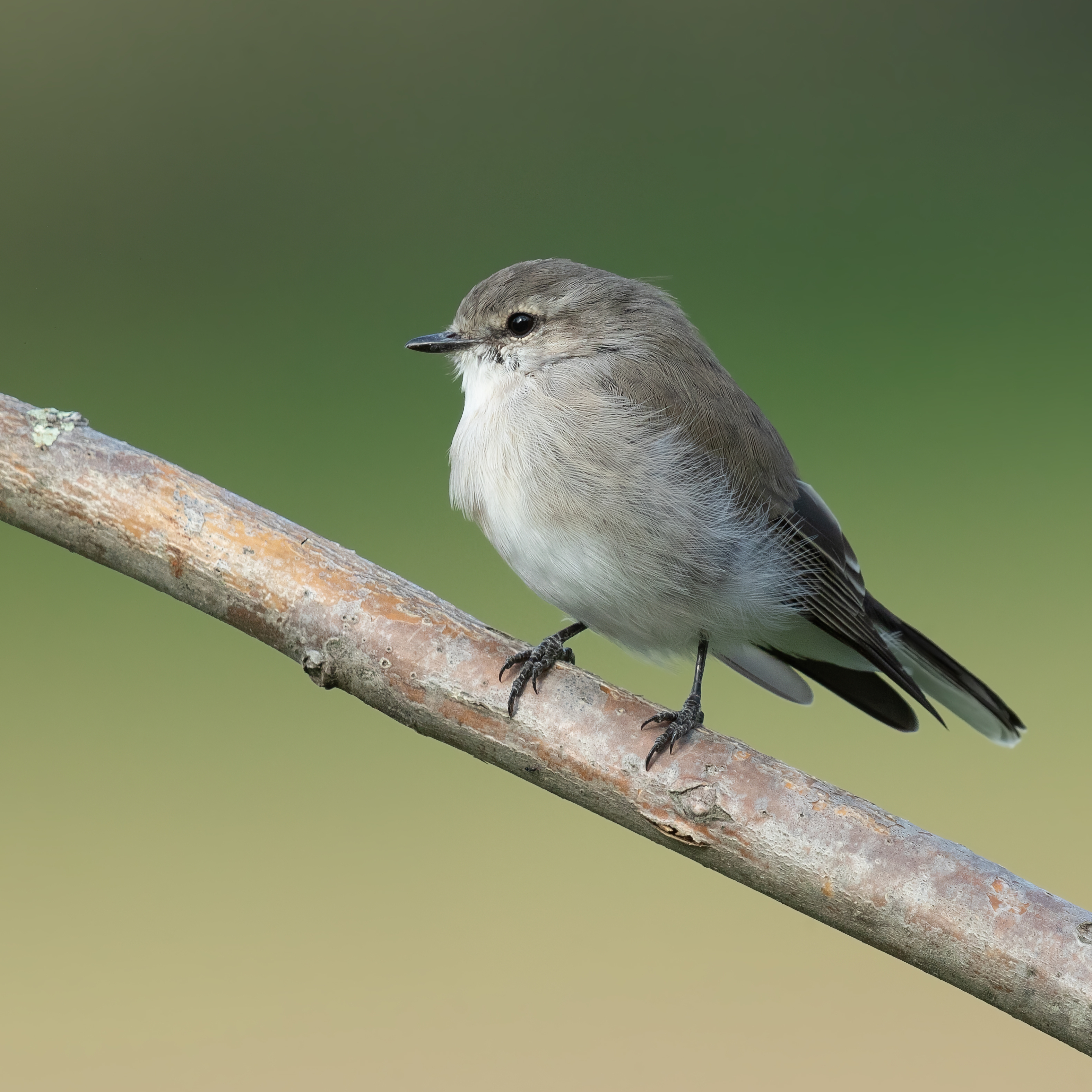
Un miro enchanteur en Nouvelle-Galles du Sud, Australie. Mars 2020.

Le Miro enchanteur mesure en moyenne 13 cm de long pour un poids de 15 g.
Les parties supérieures sont gris-brun, et le ventre presque blanc.

## Écologie et comportement

### Reproduction
La période de reproduction s'étale d'août à janvier. La ponte comporte généralement deux œufs, qui seront couvés 17 jours.

## Répartition et habitat

### Répartition géographique
Cette espèce a été inventoriée en Australie et en Papouasie-Nouvelle-Guinée. Sa répartition couvrirait 5 300 000 km2 selon BirdLife International.

### Habitat
C'est une espèce assez ubiquiste, dont les habitats naturels sont relativement variés ;
- forêts tempérées,
- forêts subtropicales ou forêts tropicales sèches
- végétations buissonneuses de type méditerranéenne (pour le climat).

## Sous-espèces
D'après Avibase, ce taxon admet quatre sous-espèces :
- M. f. fascinans (Latham, 1802) ;
- M. f. assimilis Gould, 1841 ;
- M. f. pallida De Vis, 1884 ;
- M. f. zimmeri Mayr & Rand, 1935.

Deux autres sous-espèces au statut incertains peuvent être citées : M. f. barcoo White, 1917 et M. f. leucophaea.